# Landgericht Ulm

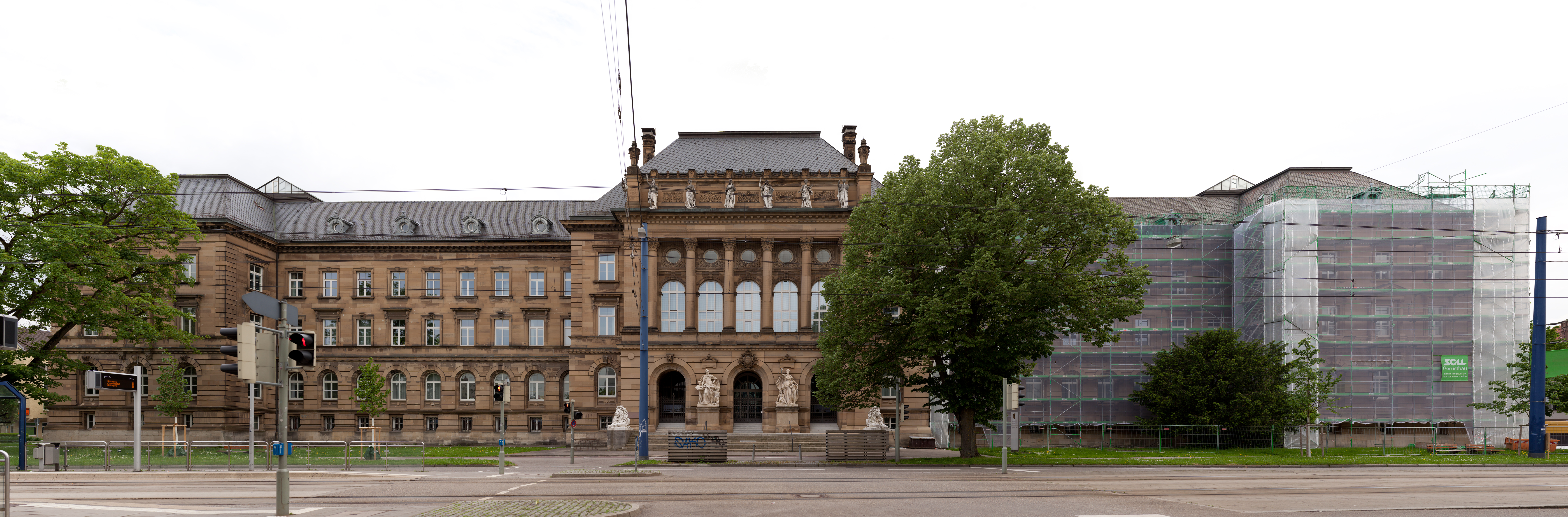
Das Landgericht in Ulm, Sicht von der Straßenbahnhaltestelle Justizgebäude an der Kreuzung Olgastraße – Karl-Schefold-Straße (2015)

Das Landgericht Ulm ist ein Gericht der ordentlichen Gerichtsbarkeit und eines von acht Landgerichten im Bezirk des Oberlandesgerichts Stuttgart.

## Gerichtsbezirk

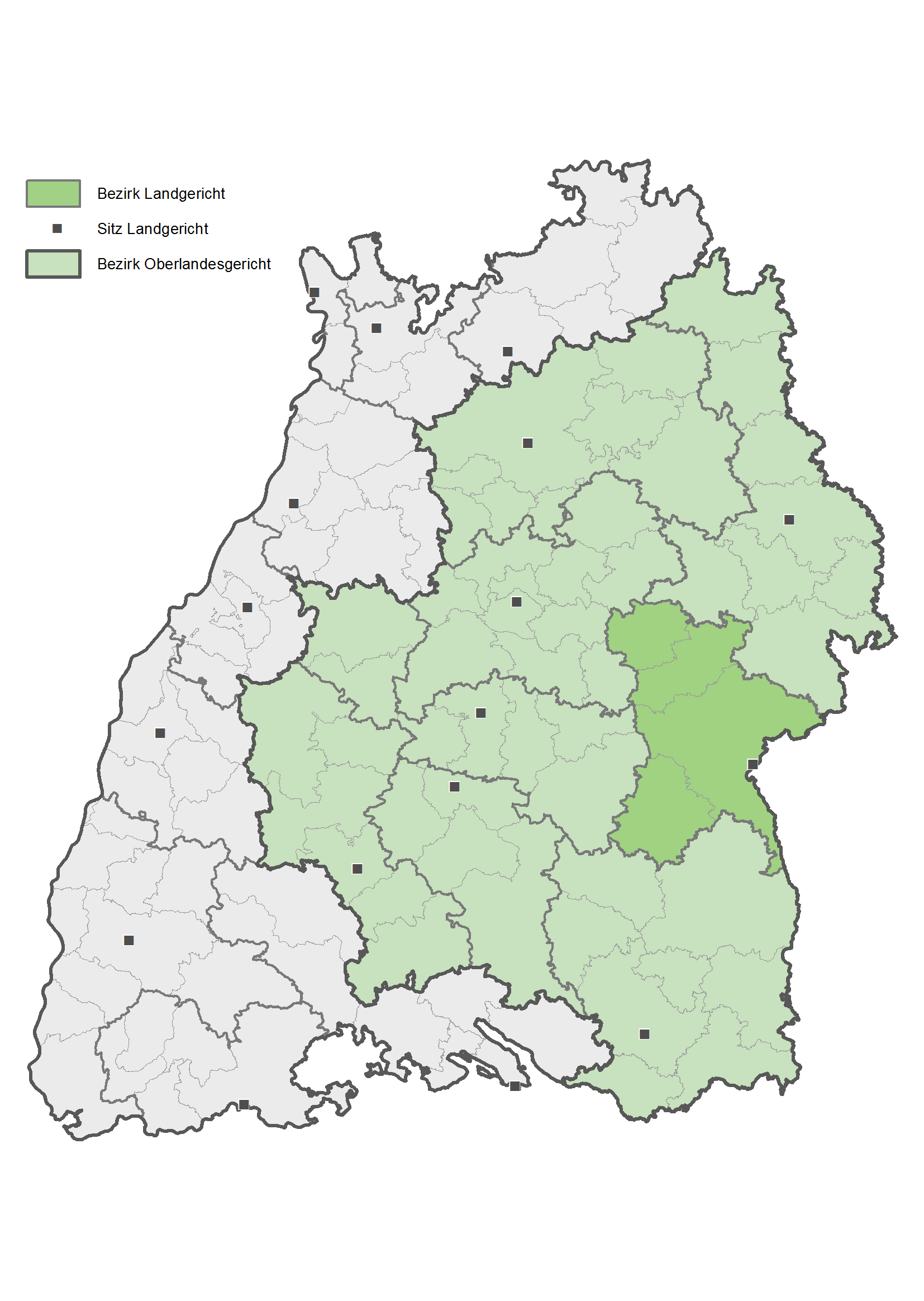
Landgerichtsbezirk Ulm (dunkel) im Oberlandesgerichtsbezirk Stuttgart (hellgrün) in Baden-Württemberg

Das Landgericht Ulm hat seinen Sitz in Ulm und ist zuständig für die Stadt Ulm und die Landkreise Alb-Donau und Göppingen und damit für ca. 566.000 Personen. Zum Gerichtsbezirk gehören die Amtsgerichte Ehingen, Geislingen, Göppingen und Ulm.
Dem Landgericht Ulm ist das Oberlandesgericht Stuttgart übergeordnet.

## Gerichtsgebäude
Das Gerichtsgebäude mit Sandstein-Fassaden wurde 1894–1898 nach Plänen der Architekten und württembergischen Baubeamten Karl von Sauter und Albert von Bok auf einem Teil der ehemaligen Stadtmauer errichtet. Es hat fast 100 Dienstzimmer, 10 Sitzungssäle und mehrere Seminarräume. Die sechs allegorischen Standbilder auf der Attika des Mittelbaus stammen von den Stuttgarter Bildhauern Adolf von Donndorf und Theodor Bausch, sie symbolisieren Gottesfurcht, Standhaftigkeit, Friedfertigkeit, Wahrhaftigkeit, Weisheit und Besonnenheit.